# Arbizu
|  | Aquest article tracta sobre el municipi navarrès. Vegeu-ne altres significats a «Arbizu (desambiguació)». |

Arbizu és un municipi de Navarra, a la comarca de Sakana, dins la merindad de Pamplona. Els seus límits territorials són: al nord la serralada d'Aralar, a l'est Lakuntza i Arakil, al sud Ergoiena i a l'oest Etxarri-Aranatz.
Les seves terres s'estenen de nord a sud, des de les muntanyes Aralar fins a la falda de Beriain. Es diu d'Arbizu que és un típic poble - carrer amb plantejament racional del seu caseriu, en el qual destaca una bella plaça rectangular al nord. Es troba a la vora del riu Leciza, prop de la seva desembocadura en el riu Arakil, a 493 msnm.

## Personatges
- Juanjo Olasagarre (1963-), escriptor en basc.